# Proporzionalità quadratica
Si ha una proporzionalità quadratica tra due grandezze x e y quando la grandezza variabile y è direttamente proporzionale al quadrato di una grandezza x, ovvero se le due grandezze sono collegate da una relazione funzionale della forma:
{\displaystyle {\frac {y}{x^{2}}}=k}
In termini elementari si può dire che 
- quando x raddoppia, y diventa quattro volte più grande;
- quando x triplica, y diventa nove volte più grande;
- più in generale quando x viene moltiplicata per n volte, y diventa n2 volte maggioreAndamento della proporzionalità quadratica diretta, (k=1)

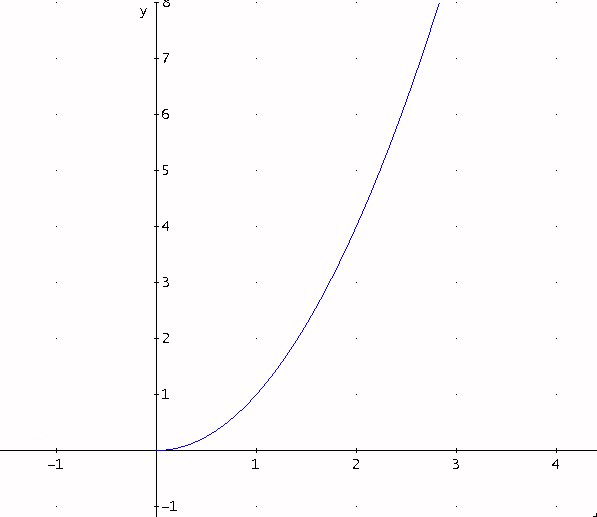
Andamento della proporzionalità quadratica diretta, (k=1)

Il grafico cartesiano che dall'andamento di una variabile dipendente y direttamente proporzionale al quadrato di una variabile dipendente x è la metà di una parabola con la concavità volta verso l'alto.
In geometria si trovano moltissimi esempi di questa relazione tra grandezze. L'area di un quadrato cresce proporzionalmente al quadrato del suo lato. L'area di un cerchio è proporzionale al quadrato del suo raggio. L'area di un poligono regolare cresce come il quadrato di un suo lato o del suo apotema. La superficie di un cubo o anche di un poliedro regolare cresce come il quadrato del suo lato. La superficie di una sfera è proporzionale al quadrato del suo raggio.
Altri esempi si trovano in fisica. Lo spazio percorso da un grave sottoposto ad una forza gravitazionale risulta proporzionale al quadrato del tempo di caduta e al rapporto tra la lunghezza e il periodo del pendolo
A fenomeni retti da una legge di proporzionalità quadratica si associano fenomeni retti da una legge di proporzionalità inversa del quadrato. Ad esempio al fatto che la superficie di una sfera sia proporzionale al quadrato del suo raggio si collegano, per il teorema del flusso, il fatto che la forza di attrazione gravitazionale tra due corpi di date masse sia inversamente proporzionale al quadrato della reciproca distanza e il fatto che tra due corpi elettricamente carichi si eserciti una forza attrattiva o repulsiva proporzionale al quadrato della reciproca distanza. In questi due casi si parla di forza coulombiana.
Degli esempi sono l'area e il lato di un cubo quindi l'area raddoppia e il perimetro quadruplica.

## Proporzionalità quadratica inversa
Una grandezza {\displaystyle y} è inversamente proporzionale al quadrato di una grandezza {\displaystyle {x^{2}}} se il loro prodotto è costante. 

formula base:           {\displaystyle x={\sqrt {\frac {k}{y}}}}
formule inverse: {\displaystyle {\frac {k}{x^{2}}}=y}  e   {\displaystyle k=x^{2}y}

Una relazione di proporzionalità quadratica inversa si rappresenta con un'iperbole. 
Esempi di proporzionalità quadratica inversa sono la forza di gravità e la forza elettrostatica. Queste ultime sono inversamente proporzionali al quadrato della distanza fra i corpi.